# Saint-Avaugourd-des-Landes
Saint-Avaugourd-des-Landes település Franciaországban, Vendée megyében. Lakosainak száma 1166 fő (2022. január 1.). Saint-Avaugourd-des-Landes Avrillé, Le Bernard, La Boissière-des-Landes, Moutiers-les-Mauxfaits, Nieul-le-Dolent, Poiroux és Saint-Vincent-sur-Graon községekkel határos.

## Népesség
A település népessége az elmúlt években az alábbi módon változott:
| Lakosok száma | 1005 | 1042 | 1075 | 1067 | 1075 | 1082 | 1106 | 1121 | 1166 |
|               | 2013 | 2015 | 2016 | 2017 | 2018 | 2019 | 2020 | 2021 | 2022 |